# ميتسونوري إيشيتاني
ميتسونوري إيشيتاني (باليابانية: 泉谷 光紀) (27 يونيو 1983 في أوساكا في اليابان – )؛ هو لاعب كرة قدم سابق كان يلعب كمدافع.